# Domingo de Toral y Valdés
Domingo de Toral y Valdés (Villaviciosa, Asturias, 1598-después de 1635), escritor, soldado, viajero y aventurero español del Siglo de Oro.

## Semblanza
Hijo Toral de pobre familia, sirvió en Madrid a un señor; pero ávido de libertad huyó siendo muy joven de aquella casa y anduvo «cuatro años peregrinando por España como otro Lazarillo de Tormes». Vuelto a la corte por ciertas estocadas que dio, se decidió a sentar plaza en la compañía de soldados de Cosme de Médici, y se embarcó en Lisboa para Flandes. Allí sirvió en la compañía de Francisco Lasso o Lazo de la Vega. Posteriormente viajó a la India oriental con el gobernador Miguel de Noronha. Militar en Goa, reconoció el puerto de Ormuz y tomó parte en el sitio de Bombaça (Mombasa), ciudad de África. Enemistado con el virrey, decidió volver a España atravesando Persia, viaje peligrosísimo entonces, que realizó yendo desde Ormuz a Ispahán, y luego por Babilonia hasta Siria, para embarcarse en Alejandreta y llegar a Barcelona en 1634. 
Escribió todos estos hechos en su Relación de la vida del capitán Domingo de Toral y Valdés, escrita por el mismo capitán. Se encuentra en un pequeño volumen que se conservaba manuscrito en la Biblioteca Nacional de Madrid, bajo el número H-55. Se decidió a escribir para dejar constancia de la escasa recompensa que obtuvo después de toda una vida de servicios al rey, tras largos años de penalidades y trabajos. El tono resulta desengañado ante la pretensión de poner en entredicho a la administración real en la India. Relata con toda crudeza las miserias cotidianas de las campañas militares, apoyándose en un gran caudal de datos. La narración de Toral, escrita sin afectación, parece bastante fidedigna, y testimonia la decadencia militar del poderío español en el mundo.